# Musae

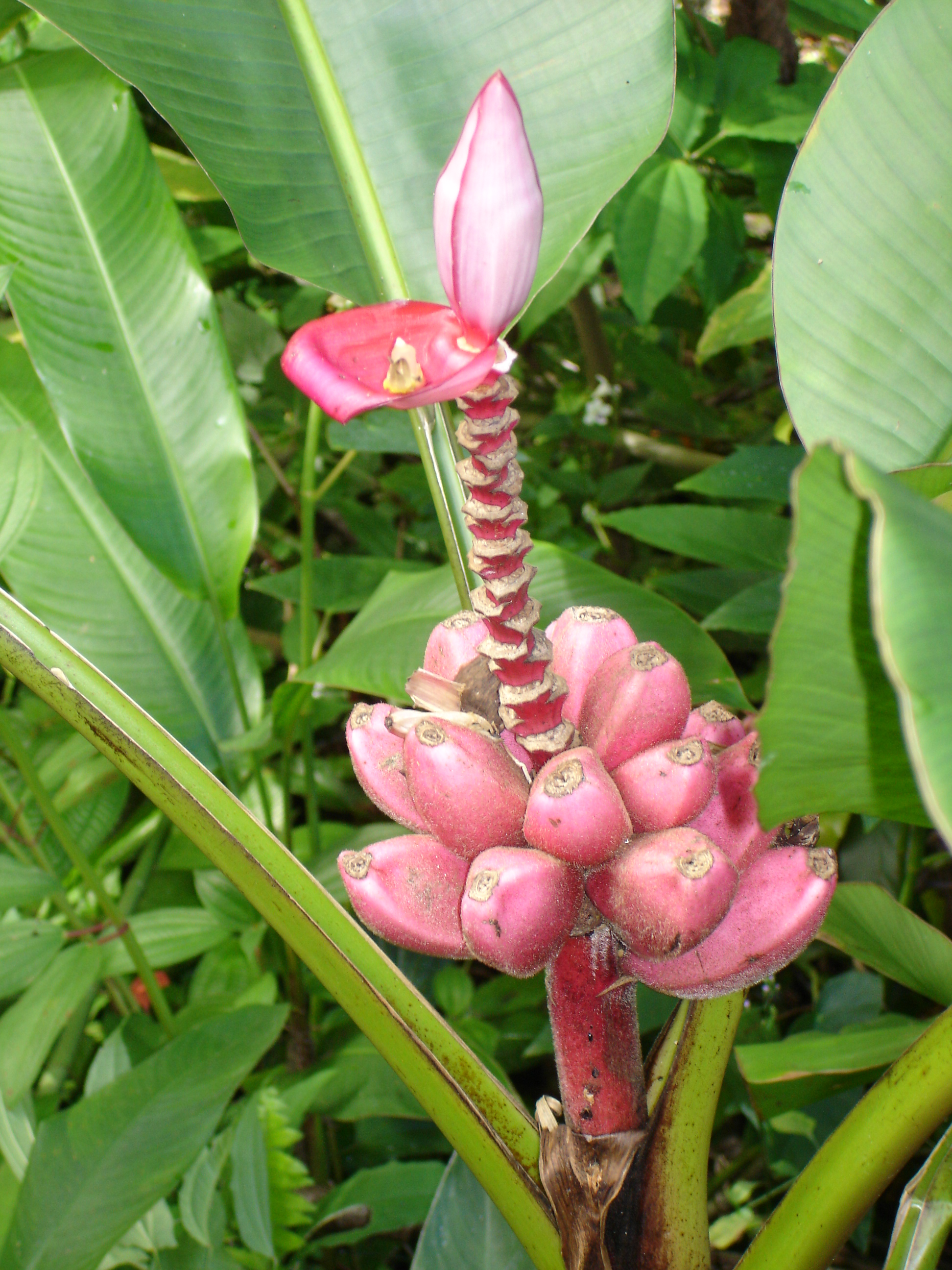
Musa

Musae, na classificação taxonômica de Jussieu (1789), é uma ordem botânica da classe Monocotyledones com estames epigínicos (quando os estames se inserem acima do nível do ovário).
Apresenta os seguintes gêneros:
- Musa, Heliconia, Ravenala.